# Christoph 63
Christoph 63 (früher: Christoph Leipzig) ist der Funkrufname eines Rettungshubschraubers der ADAC Luftrettung, der in der Region um Leipzig und Halle (Saale) eingesetzt wird.

## Station, Einsatz und Besetzung
Der Hubschrauber ist am Luftrettungszentrum Dölzig in Schkeuditz-Dölzig stationiert. Er ist täglich von Sonnenaufgang bis Sonnenuntergang in Einsatzbereitschaft. Er wird von der Integrierten Regionalleitstelle der Feuerwehr Leipzig zu Rettungseinsätzen mit Notarztindikation alarmiert, wenn ein Notarzteinsatzfahrzeug (NEF) nicht rechtzeitig zur Verfügung steht oder die Art der Verletzung den Transport eines Patienten mittels Hubschrauber erforderlich macht.
Bei seinen Einsätzen ist Christoph 63 mit einem Piloten der ADAC Luftrettung, einem Notfallsanitäter und einem Notarzt besetzt. Die Notfallsanitäter, welche ebenfalls Mitarbeiter der ADAC Luftrettung sind, gehören zur Hubschrauberbesatzung (HEMS Crew Member) und unterstützen den Piloten im Bereich der Kommunikation und Navigation, während der Notarzt, welcher aus dem BG Klinikum Bergmannstrost Halle oder dem Klinikum St. Georg Leipzig stammt, juristisch gesehen nur ein Passagier ist.

## Geschichte
Christoph 63 wurde am 1. Juni 1991 in Dienst gestellt. Betreiber war die bis zum 31. Oktober 2005 die Internationale Flugambulanz, welche durch die ADAC Luftrettung abgelöst wurde.
Zunächst war der Rettungshubschrauber, gemeinsam mit Christoph 61, am Flughafen Leipzig/Halle stationiert. Am 12. Dezember 2007 wurde der neue Standort in Gewerbegebiet Dölzig eingeweiht, seitdem sind die beiden Rettungshubschrauber dort stationiert.

## Einsatzstatistik
| Jahr     | 2001 | 2002 | 2003 | 2004 | 2005 | 2006 | 2007 | 2008 | 2009 | 2010 | 2011 | 2012 | 2013 | 2014 | 2015 | 2016 | 2017 | 2018 |
| Einsätze | 348  | 509  | 516  | 445  | 448  | 731  | 842  | 992  | 963  | 1015 | 1040 | 1029 | 1140 | 1146 | 1226 | 1074 | 1232 | 1173 |

## Sonstiges
Der Name Christoph geht auf den heiligen Christophorus zurück, den Schutzpatron der Reisenden. Nach ihm tragen alle deutschen Rettungshubschrauber den BOS-Funk-Rufnamen Christoph, gefolgt von einer Nummer bei Rettungshubschraubern und einer Bezeichnung zum Standort bei Intensivtransporthubschraubern.